# Wish You Were Gay
Wish You Were Gay è un singolo della cantante statunitense Billie Eilish, pubblicato il 4 marzo 2019 come quarto estratto dal primo album in studio When We All Fall Asleep, Where Do We Go?.

## Antefatti
Billie Eilish ha rivelato di essere stata ispirata a scrivere Wish You Were Gay all'età di 14 anni quando era «follemente innamorata di un ragazzo». A luglio 2017 la cantante ha eseguito un'anteprima acustica della traccia durante una sua storia di Instagram. ll ragazzo di cui era innamorata non era alla fine interessato a lei, e desiderava che «fosse gay così che non fosse attratto da lei per un motivo reale, invece che del semplice fatto che non gli piacesse». Ha aggiunto che il ragazzo in questione alla fine ha fatto coming out come gay.

## Controversie
Wish You Were Gay è stato criticato e ritenuto offensivo nei confronti della comunità LGBT e accusato di queerbaiting. Eilish è stata anche criticata per i suoi commenti in una sua storia Instagram, in cui ha detto «Indovina un po', ha fatto coming out con me un paio di settimane fa. Così ho scritto la canzone. Sono fottutamente orgogliosa, ma non proprio però perché ero davvero presa da lui.  È così bello, oh mio dio». Eilish ha risposto alla polemica in un'intervista con PopBuzz, affermando «Voglio essere molto chiara che non è stata fatta per essere un insulto» e «sento che è stata un po’ fraintesa. Ho cercato così tanto a non renderla in alcun modo offensivo», e riferendosi alla canzone come «una specie di barzelletta».

## Tracce
Testi e musiche di Billie Eilish O'Connell e Finneas O'Connell.
1. Wish You Were Gay – 3:41

## Formazione
- Billie Eilish – voce
- Finneas O'Connell – produzione
- Rob Kinelski – missaggio
- John Greenham – mastering

## Classifiche

### Classifiche settimanali
| Classifica (2019-20) | Posizione massima |
| -------------------- | ----------------- |
| Australia            | 5                 |
| Austria              | 16                |
| Belgio (Fiandre)     | 45                |
| Belgio (Vallonia)    | 56                |
| Canada               | 12                |
| Corea del Sud        | 162               |
| Danimarca            | 12                |
| Estonia              | 3                 |
| Finlandia            | 16                |
| Francia              | 120               |
| Germania             | 52                |
| Grecia               | 4                 |
| Irlanda              | 6                 |
| Islanda              | 12                |
| Italia               | 69                |
| Lettonia             | 2                 |
| Lituania             | 2                 |
| Malaysia             | 13                |
| Norvegia             | 17                |
| Nuova Zelanda        | 2                 |
| Paesi Bassi          | 35                |
| Portogallo           | 13                |
| Regno Unito          | 13                |
| Repubblica Ceca      | 6                 |
| Singapore            | 18                |
| Slovacchia           | 3                 |
| Spagna               | 69                |
| Stati Uniti          | 31                |
| Svezia               | 13                |
| Svizzera             | 46                |
| Ungheria             | 5                 |

### Classifiche di fine anno
| Classifica (2019) | Posizione |
| ----------------- | --------- |
| Australia         | 79        |
| Islanda           | 73        |
| Lettonia          | 73        |
| Nuova Zelanda     | 45        |
| Portogallo        | 134       |
| Ungheria          | 72        |